# Ferdinand Seydel
Ferdinand Seydel, auch Seidel (* um 1785, Königreich Bayern; † 24. Februar 1854 in Augsburg), war ein deutscher Autor, der in den 1830er Jahren bedeutende Nachschlagewerke über die Grabdenkmale der Augsburger Kirchen und Friedhöfe verfasste.

## Leben
Der um 1785 geborene Ferdinand Seydel war ursprünglich Großuhrmacher von Beruf und lebte seit 1811 in Augsburg, wo er das Bürgerrecht besaß. In den Jahren 1827 bis 1832 geriet er wegen der schlechten wirtschaftlichen Lage seines Gewerbes in finanzielle Schwierigkeiten. Nachdem er bei einem Unfall schwere Verletzungen am rechten Arm erlitten hatte, konnte er sein Handwerk nicht mehr ausüben und bat den Augsburger Magistrat um eine Anstellung als Schreiber. Er wäre auch bereit gewesen, ohne jegliche Entlohnung zu arbeiten, nur um der „sehr lästigen Unthätigkeit enthoben“ zu sein. Zunächst vertretungsweise eingestellt, bewährte sich Seydel bei seiner neuen Tätigkeit als „ein sehr thetiger, williger und ehrlicher Mann“ und erhielt deshalb eine Dauerstelle als Diurnist bei der Augsburger Stadtkämmerei. Diese hatte er bis zu seinem Tod inne.
Seydel wurde 69 Jahre alt. Er starb am 24. Februar 1854 in Augsburg an Entkräftung und wurde am 26. Februar beigesetzt. Gemäß seinem Eintrag im Sterberegister der evangelischen Kirchengemeinde St. Ulrich hinterließ er eine Ehefrau, aber keine Kinder. Seine Wohnung befand sich im Lechviertel an der Adresse A 643. Seine Witwe Charlotte geb. Martin, die aus Burtenbach stammte, starb am 10. Juni 1861 im Alter von 74 Jahren ebenfalls in Augsburg.

## Werk

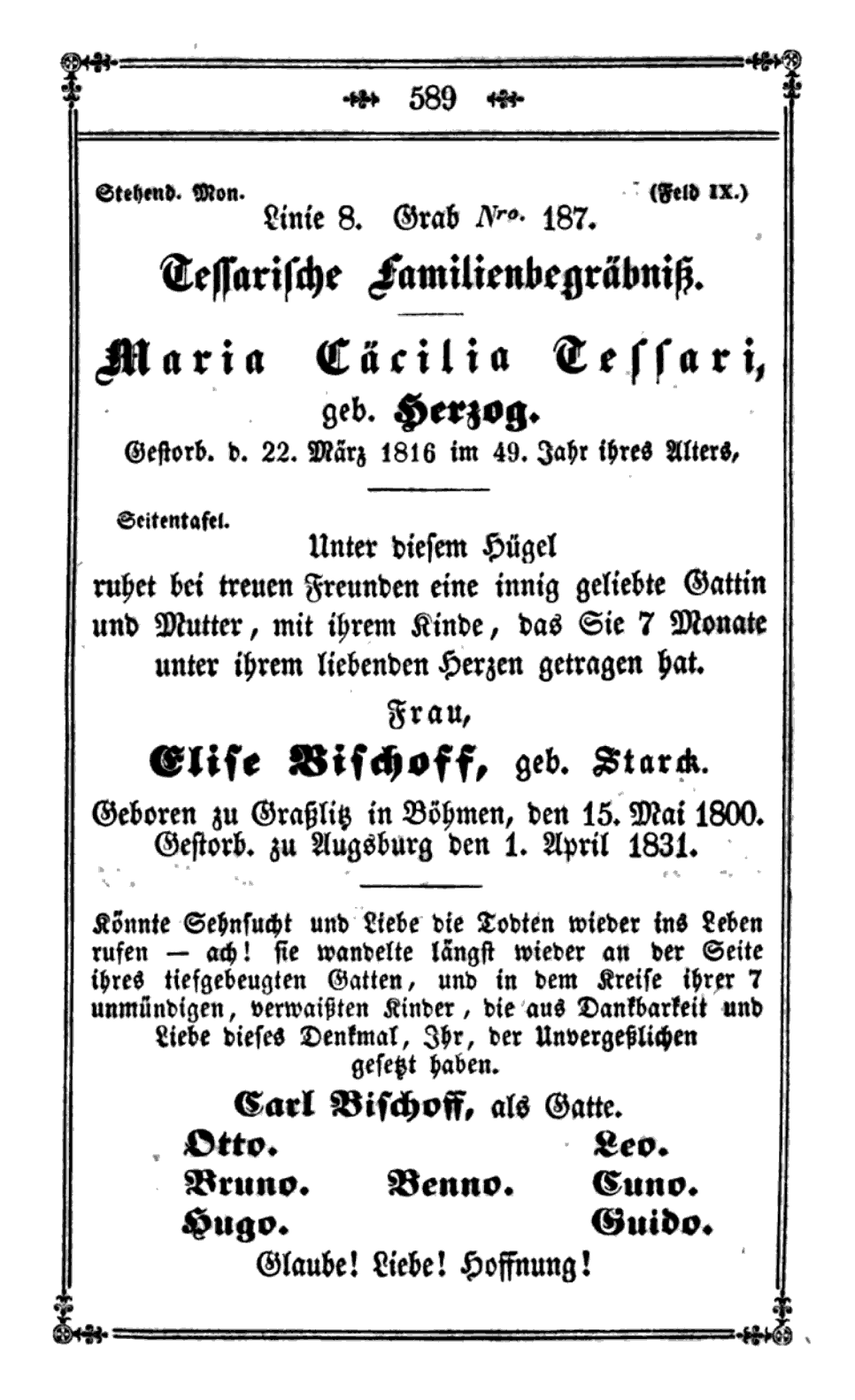
Transkribierte Inschrift eines Grabdenkmals auf dem katholischen Hermanfriedhof (Stand 1839)

Bereits zwischen 1830 und 1832 entstand Seydels umfassende Sammlung aller Grabinschriften in den protestantischen Kirchen. Sie dokumentiert die Inschriften der Grabstätten in den vier Augsburger protestantischen Gotteshäusern: St. Anna, St. Ulrich, Heilig Kreuz und Barfüßerkirche. Dieses Werk, das aus zwei Bänden sowie einem Ergänzungsband besteht, liegt jedoch lediglich als Manuskript vor und befindet sich im Archiv der Staats- und Stadtbibliothek Augsburg.
Auf dem Protestantischen Friedhof Augsburg erfasste, transkribierte und dokumentierte Ferdinand Seydel mit äußerster Sorgfalt und Genauigkeit die Inschriften sämtlicher Grabdenkmale, die im Jahr 1837 dort vorhanden waren. Sein Werk mit dem Titel Der Führer auf den Gräbern der in Augsburg Verstorbenen, und Sammlung aller Inschriften auf den Monumenten des Kirchhofes der Protestanten in Augsburg umfasst mehr als 400 Seiten und wurde 1838 im Verlag von August Bäumer veröffentlicht. Mit diesem Buch ergänzte Seydel die Sammlung alter Grabbücher des Friedhofs, die bis zurück zum Jahr 1658 erhalten geblieben sind und auch die Grabdenkmalinschriften des 18. Jahrhunderts enthalten.
Ein Jahr später veröffentlichte er ein ähnliches, noch umfangreicheres Werk für den Katholischen Friedhof an der Hermanstraße mit dem Titel Der Führer auf den Gräbern der in Augsburg Verstorbenen und Sammlung aller Inschriften des Kirchhofes der Katholiken in Augsburg. Es erschien 1839 im Verlag von Albrecht Volkhart und umfasst annähernd 700 Seiten.
Beide gedruckten Nachschlagewerke beginnen mit einem Vorwort des Verfassers und einem „historischen Bericht“ über die Entstehungsgeschichte des jeweiligen Friedhofs. Darauf folgen im Hauptteil die akribisch wiedergegebenen „Inschriften der Monumente […]“ sowie mehrere Namensregister am Ende.
Durch seine detaillierten Dokumentationen leistete Ferdinand Seydel einen bedeutenden kulturhistorischen Beitrag. Seine Arbeiten sind heute wertvolle Quellen der Lokalgeschichte, da sie die Inschriften längst nicht mehr vorhandener historischer Grabstätten dokumentieren und die auf ihnen enthaltene Informationen über die Verstorbenen (wie Namen, Lebensdaten, Geburts- und Sterbeorte) für die Nachwelt bewahrt haben. Sie bieten Einblicke in die Bestattungskultur des 19. Jahrhunderts und dienen heute auch als genealogische Quellen.
Seydels Arbeiten wurden im Friedhofsprojekt des Bayerischen Landesvereins für Familienkunde erfasst und sind im Projekt als Friedhof „Augsburg, 86152“ zu finden.

## Werke
nur als Manuskript vorhanden:
- Sammlung aller Grabschriften in den protestantischen Kirchen als St. Anna. Barfüßer. St. Ulrich. St. Cruce. Handschriftliches Manuskript, 2 Bände und Ergänzungsband, Augsburg 1830/1832.

gedruckte Werke:
- Der Führer auf den Gräbern der in Augsburg Verstorbenen, und Sammlung aller Inschriften auf den Monumenten des Kirchhofes der Protestanten in Augsburg. Gesammelt von Ferdinand Seidel [sic!] Verlag von A. Bäumer, Augsburg 1838 (400, XLVI S., Digitalisat (Volltext)).
- Der Führer auf den Gräbern der in Augsburg Verstorbenen und Sammlung aller Inschriften des Kirchhofes der Katholiken in Augsburg. Gesammelt von Ferdinand Seydel. A. Volkhart’sche Buchdruckerei, Augsburg 1839 (XIII, 695 S., Digitalisat (Volltext)).